# Xã West Lampeter, Quận Lancaster, Pennsylvania
Xã West Lampeter (tiếng Anh: West Lampeter Township) là một xã thuộc quận Lancaster, tiểu bang Pennsylvania, Hoa Kỳ. Năm 2010, dân số của xã này là 15.209 người.